# روكي استيبان سكاربا
روكي استيبان سكاربا (بالإسبانية: Roque Esteban Scarpa)‏ هو ناقد أدبي وكاتب تشيلي، ولد في 26 مارس 1914 في بونتا أريناس في تشيلي، وتوفي في 11 يناير 1995 في سانتياغو في تشيلي.